# AVI
AVI یا ای‌وی‌آی (به انگلیسی: AVI) یک فرمت چند رسانه‌است که توسط مایکروسافت در نوامبر سال ۱۹۹۲ برای ویندوز ساخته شد. AVI نام اختصاری Audio Video Interleaved است. ای وی آی با صدا و ویدئو سازگار است و اجازه می‌دهد به وسیلهٔ آن صوت و تصویر با هم پخش بشوند. ای وی آی یکی از فرمت‌های رایج دی وی دی است و از صدای چندگانه و ویدئو پشتیبانی می‌کند.